# Neochmia temporalis
Il diamante cigliarosse o astro di Sydney (Neochmia temporalis Latham, 1802) è un uccello passeriforme della famiglia degli Estrildidi.

## Tassonomia
Se ne riconoscono due sottospecie:
- Neochmia temporalis temporalis, la sottospecie nominale, diffusa lungo la fascia costiera orientale australiana fra il Nuovo Galles del Sud ed il Victoria;
- Neochmia temporalis minor Campbell, 1901, diffusa nel Queensland settentrionale e nel sudest australiano, caratterizzata dalla presenza di colorazione bianca su gola e petto;

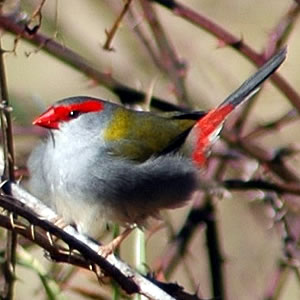
Esemplare della sottospecie minor.

In passato veniva riconosciuta una terza sottospecie, Neochmia temporalis loftyi, comprendente le popolazioni sud-occidentali di questi uccelli: tuttavia, le differenze fra questa popolazione e le altre non sembrano così rilevanti da giustificarne il mantenimento del rango di sottospecie, ed attualmente essa viene considerata come parte della sottospecie nominale.
L'astro di Sydney veniva in passato classificato nel genere monotipico Aegintha Cabanis, 1851: attualmente, tuttavia, questa specie è stata riclassificata nel genere Neochmia, con Aegintha declassato al rango di sottogenere.
Grazie alla colorazione ed all'aspetto, in passato si ipotizzava che il diamante cigliarosse (assieme ad altre specie, come il diamante variopinto) rappresentasse una sorta di "anello mancante" fra gli estrildidi africani e quelli asiatici ed australiani: in realtà, la parentela fra questo uccello e gli estrildidi africani non è particolarmente stretta, e sebbene nell'ambito dei diamanti australiani il diamante cigliarosse (assieme a tutti i diamanti del genere Neochmia) piuttosto basale e lontano dagli altri, il suo aspetto è dovuto più che altro a fenomeni di evoluzione convergente.
Il nome scientifico della specie deriva dall'aggettivo latino temporalis ("della tempia"), in riferimento alla caratteristica banda superciliare rossa di questi uccelli.

## Distribuzione ehabitat

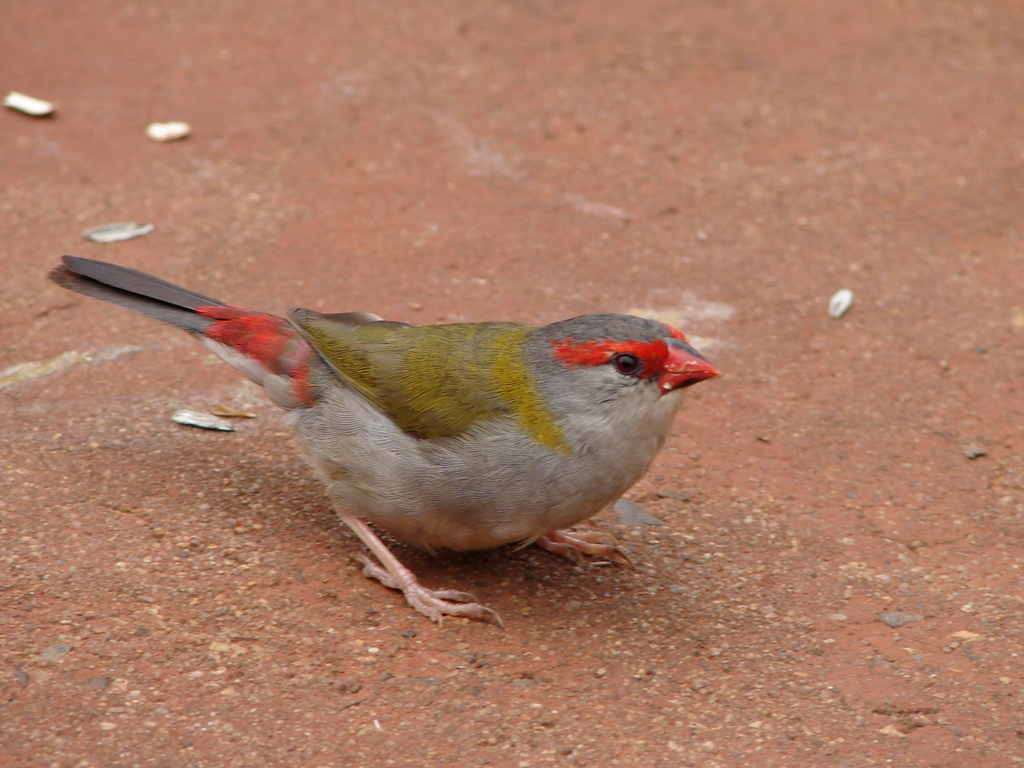
Astro di Sydney al suolo.

Questa specie occupa un areale che comprende tutta la fascia costiera orientale dell'Australia e la porzione sud-orientale dell'isola, dalla penisola di Capo York a Adelaide, oltre che sull'isola dei Canguri. La specie è stata inoltre introdotta anche nei pressi di Perth ed in Polinesia Francese.
Si tratta di uccelli piuttosto adattabili, che prediligono le aree alberate con presenza di radure erbose più o meno estese: li si trova quindi ai margini delle foreste temperate così come nelle aree di savana, nelle foreste secche, nei mangrovieti, nelle regioni tropicali, nei boschi di conifere ed anche nelle aree periferiche delle città, dove occupa i giardini e le aree alberate. Rispetto agli altri estrildidi australiani, questo uccello appare maggiormente legato a una copertura arborea o cespugliosa delle aree di residenza, tanto da diminuire drasticamente o sparire del tutto negli ambienti in cui essa venga a mancare, ad esempio in seguito al disboscamento o a periodi siccitosi prolungati.

## Descrizione

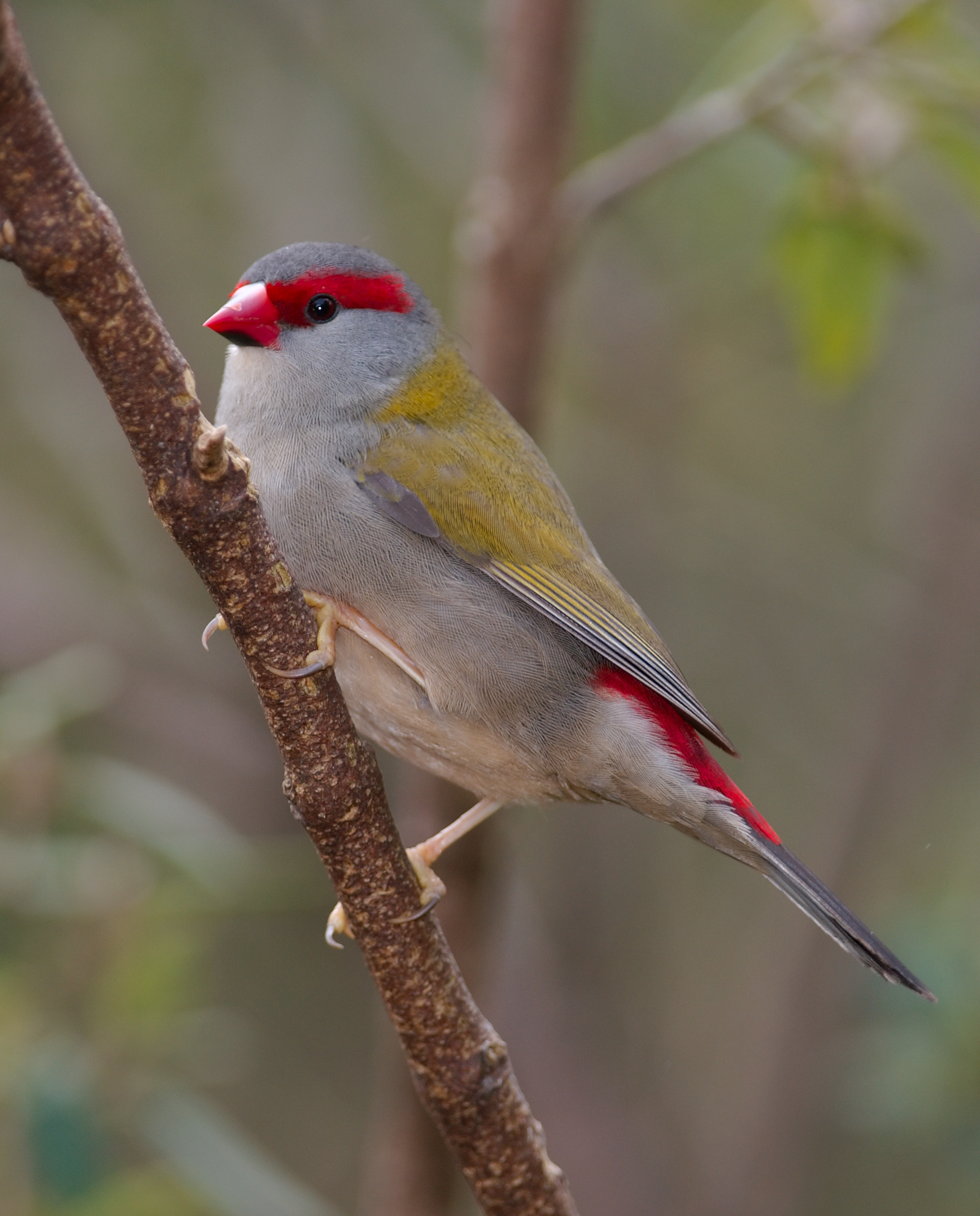
Un astro di Sydney nei pressi di Adelaide.

### Dimensioni
Misura circa 11-12 centimetri, compresa la coda.

### Aspetto

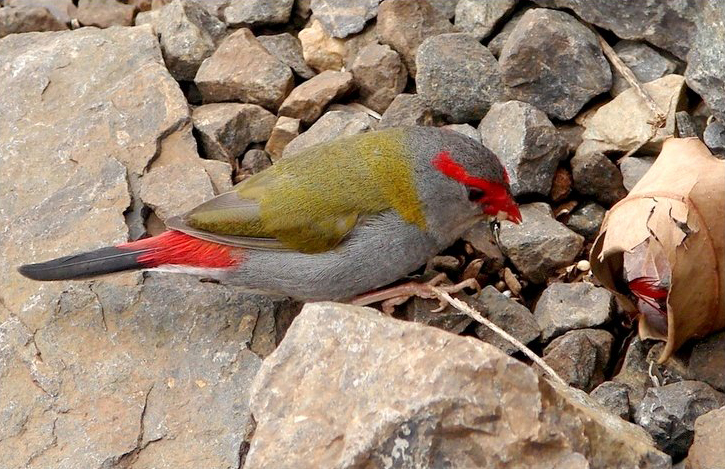
Un astro di Sydney al suolo.

Si tratta di un uccelletto dall'aspetto robusto, munito di un becco piuttosto robusto di forma conica.

La colorazione è grigia su testa, dorso, petto, fianchi e ventre, con tendenza a schiarirsi su quest'ultimo fino a divenire bianca nella sottospecie minor: anche la coda è grigia, ma di colore più scuro rispetto al resto del corpo. Dai lati del becco parte una banda di colore rosso brillante che sovrasta gli occhi e giunge fino alle tempie, alla quale la specie deve il proprio nome comune e quello scientifico: anche il codione è rosso, mentre le ali sono di colore olivaceo. Il becco è di colore rosso corallo, gli occhi sono bruno-rossicci, le zampe sono di colore carnicino.
Il dimorfismo sessuale è poco evidente: i maschi, a parità d'età, possiedono banda cefalica rossa maggiormente pronunciata e colore dorsale maggiormente tendente al giallo rispetto alle femmine, ma queste differenze sono fortemente suscettibili a variazioni individuali.

## Biologia

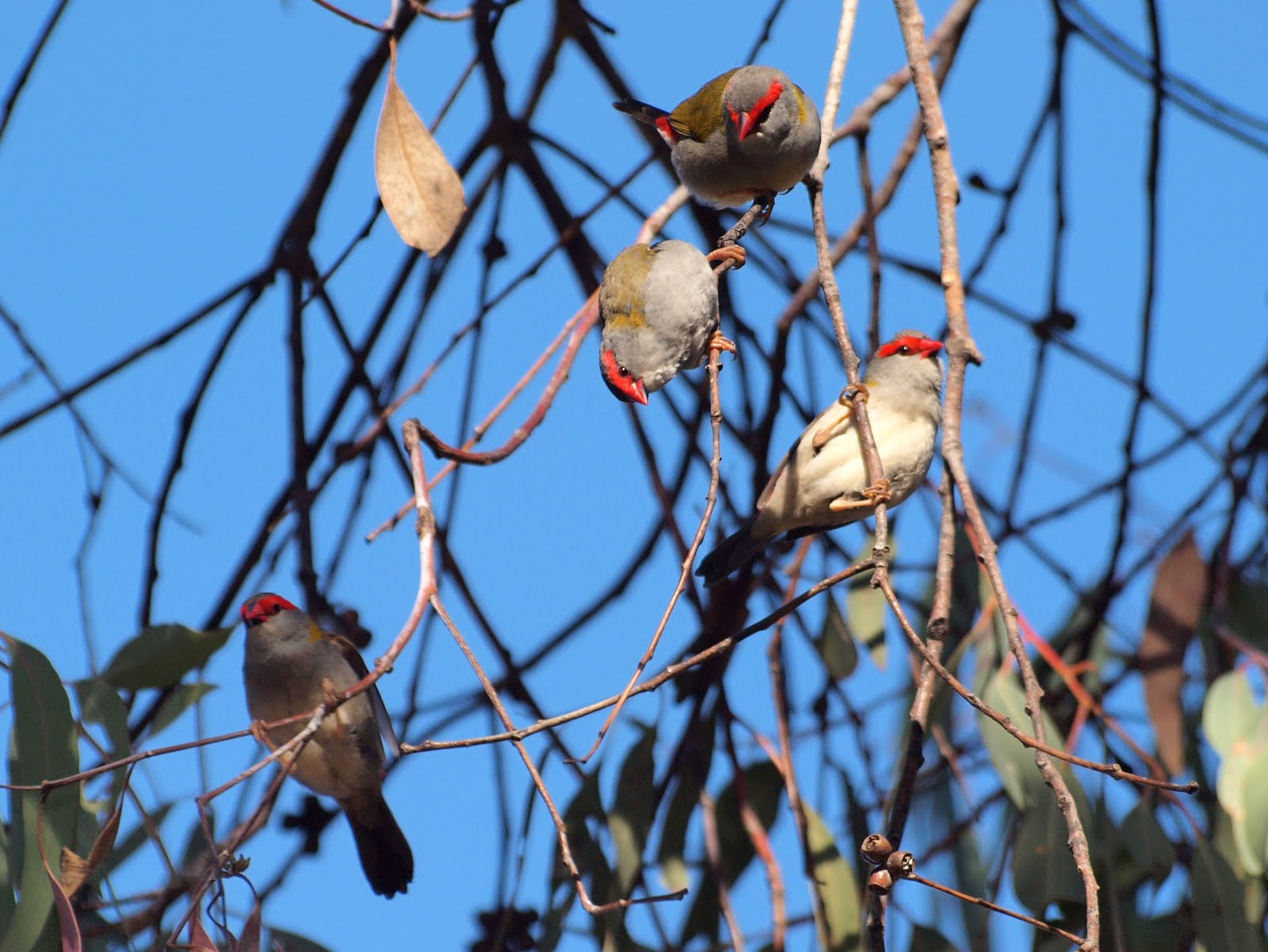
Un gruppo di diamanti cigliarosse nei pressi di Canberra.

Si tratta di uccelli diurni e gregari, che si riuniscono in gruppi che solitamente contano dalle 10 alle 20 unità, ma che all'infuori del periodo riproduttivo possono arrivare a comprendere anche 300 individui, spesso unendosi anche ad altre specie di estrildidi: i vari individui si tengono in contatto tramite acuti cinguettii, ed in caso di allarme si disperdono velocemente, salvo poi riunirsi in aree poco lontane. I gruppi tendono ad essere sedentari, o a spostarsi di poco all'interno del proprio areale di residenza: essi passano la maggior parte della giornata alla ricerca di cibo ed acqua, riunendosi poi durante la notte su posatoi comuni fra gli alberi.

### Alimentazione

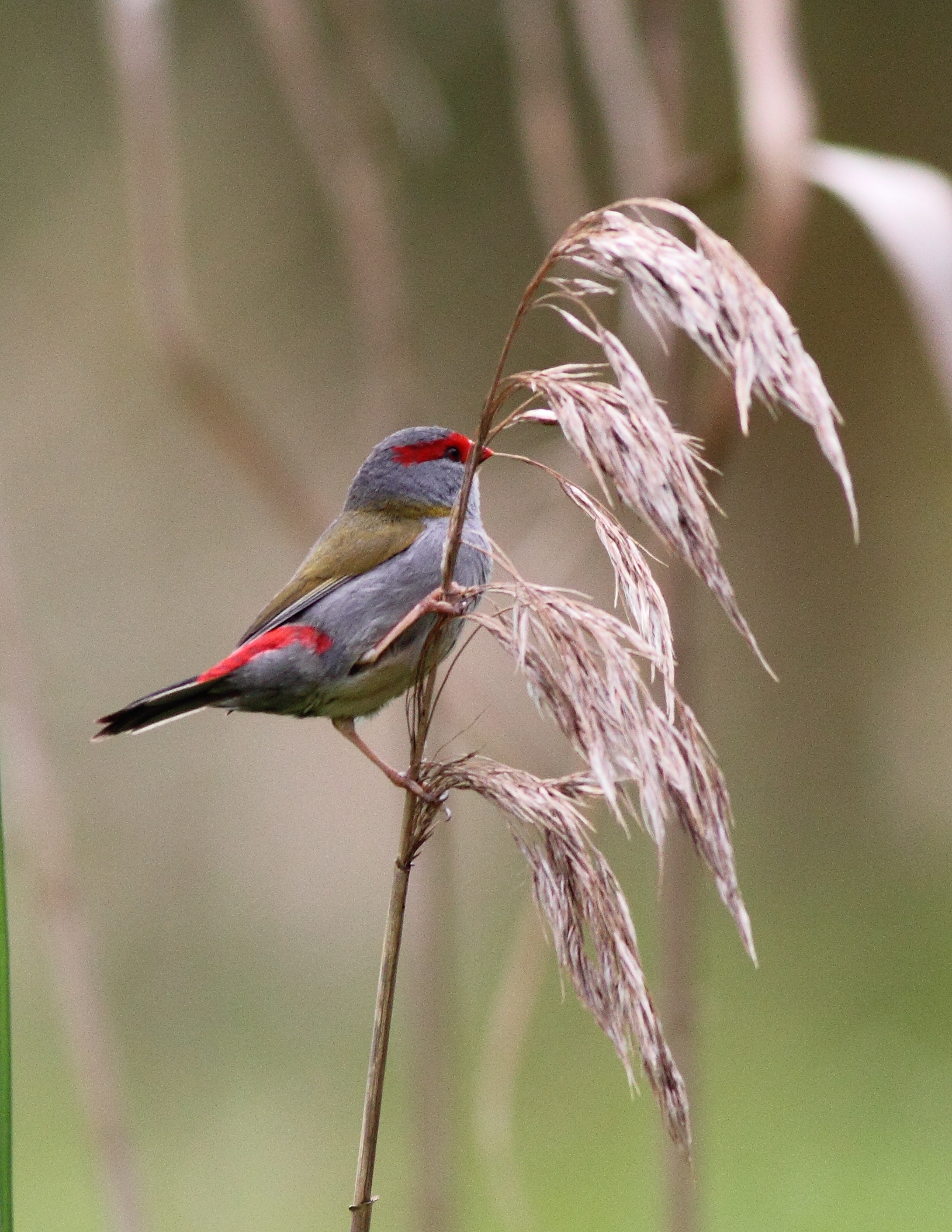
Un astro di Sydney sullo stelo di un'erba nel Victoria.

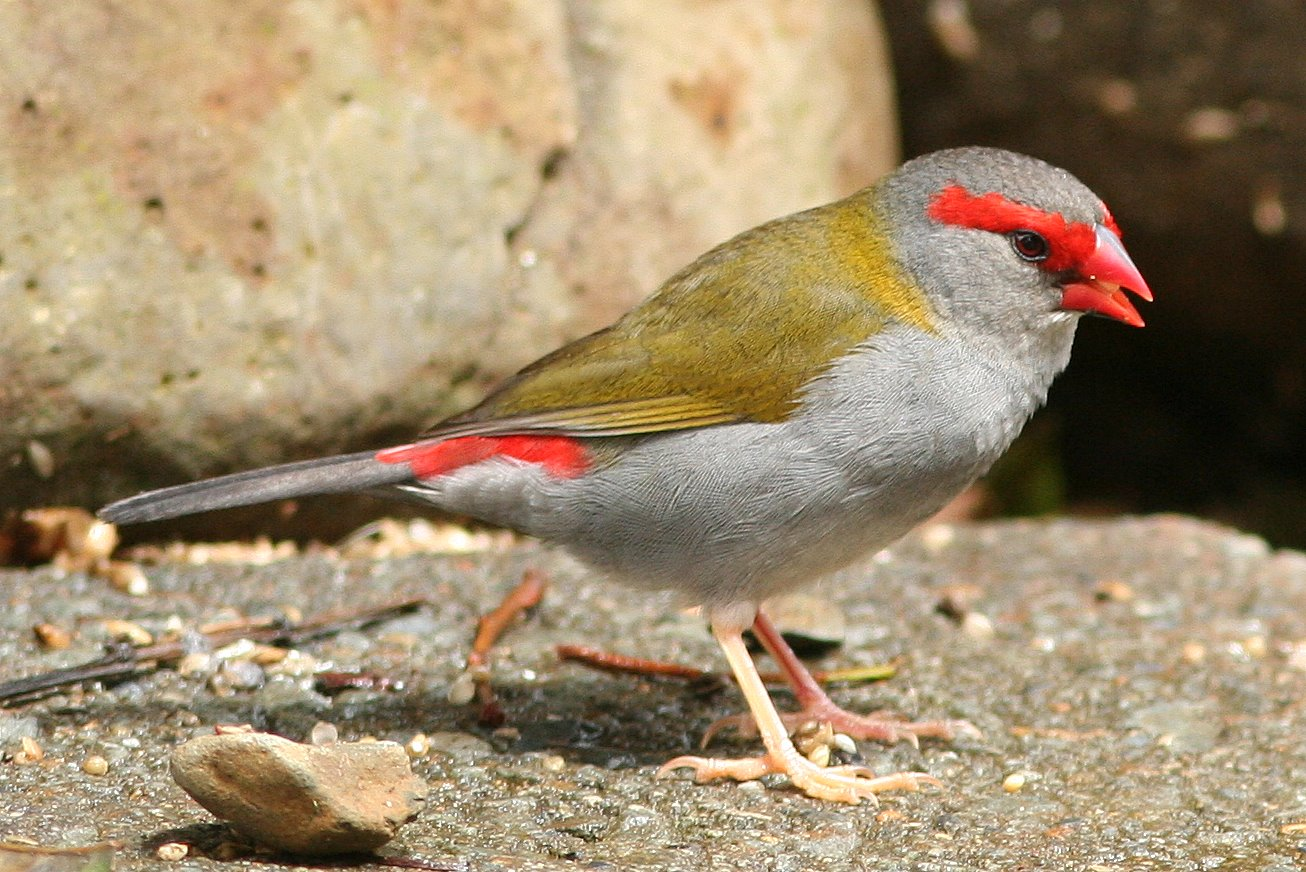
Un diamante cigliarosse si nutre al suolo nel Queensland.

I diamanti cigliarosse sono uccelli principalmente granivori, che si nutrono di una gran varietà di piccoli semi principalmente di graminacee, non disdegnando di cibarsi anche di semi di piante introdotte: essi sono stati inoltre osservati mentre penetravano attraverso le maglie delle gabbie per nutrirsi del cibo riservato agli occupanti. Questi uccelli integrano poi la propria dieta anche con frutta, bacche, fiori e germogli, mentre è piuttosto raro che rivolgano le proprie attenzioni verso cibi di origine animale (principalmente piccoli insetti volanti, come le termiti durante la stagione di sciamatura).

### Riproduzione

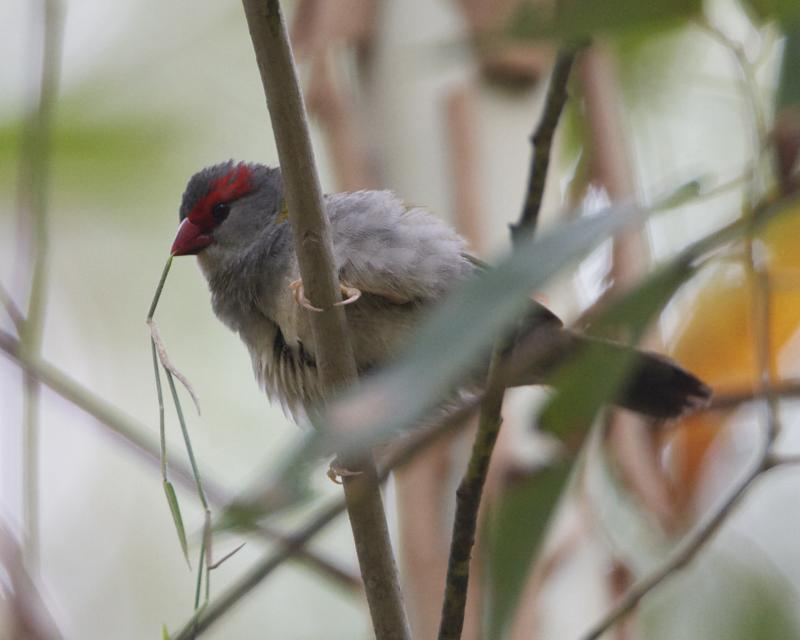
Un maschio di diamante cigliarosse durante la danza nuziale nei pressi di Sydney.

Il periodo riproduttivo è concentrato nella porzione finale della stagione delle piogge (ottobre-aprile), ma in caso di clima particolarmente mite e di disponibilità di cibo (condizioni queste riscontrabili ad esempio nei sobborghi urbani o in cattività) gli astri di Sydney sono in grado di riprodursi durante tutto l'arco dell'anno.
Il maschio corteggia la femmina arruffando le penne di testa e petto e saltellandole attorno con uno stelo d'erba o una pagliuzza di materiale vegetale nel becco, emettendo ripetuti inchini ed al contempo emettendo il canto della specie, costituito dalla ripetizione del verso di richiamo: se e quando la femmina è pronta all'accoppiamento, essa lo segnala accovacciandosi e spostando lateralmente la coda, permettendo al maschio di montarla.

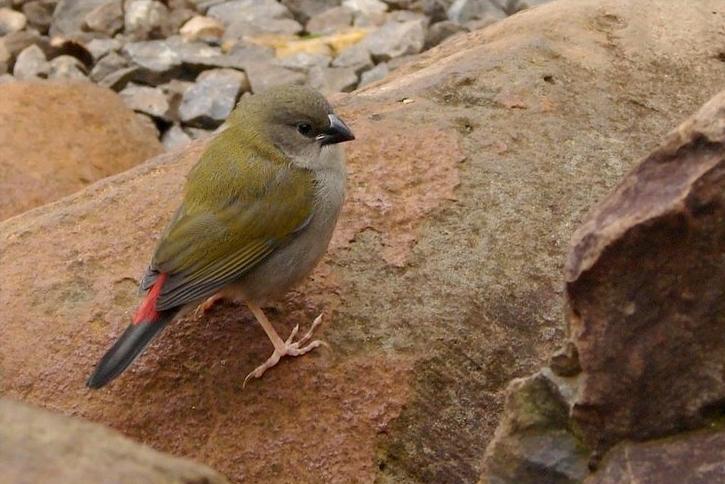
Un giovane di diamante cigliarosse.

Durante la stagione riproduttiva, gli stormi si frazionano in unità di 20-30 esemplari, che nidificano in colonie in cui i vari nidi sono distanti fra loro anche meno di un metro. Il nido viene costruito da entrambi i partner e collocato fra il metro e mezzo e i tre metri d'altezza dal suolo, nel folto della vegetazione o fra l'erba alta: esso consiste di una struttura sferica composta da materiale fibroso di origine vegetale intrecciato a formare una camera di cova centrale, all'interno della quale la femmina depone 4-6 uova bianche, che vengono incubate da ambedue i sessi, i quali si alternano nella cova durante il giorno, mentre durante la notte dormono assieme nel nido. I pulli, ciechi ed implumi alla schiusa, vengono accuditi da ambedue i genitori e diventano indipendenti a circa tre settimane d'età, tuttavia essi tendono a rimanere nei pressi del nido per un'altra decina di giorni, tornandovi per passare la notte e chiedendo sempre più sporadicamente l'imbeccata ai genitori.